# Народна демократска партија Авганистана
Народна демократска партија Авганистана (персијски: حزب دموکراتيک خلق افغانستان; пашту: د افغانستان د خلق دموکراټیک ګوند) је била комунистичка партија, основана 1965. године. Њени оснивачи били су Нур Мохамед Тараки и Бабрак Кармал. За првог секретара партије био је изабран Тараки.
На парламентарним изборима, после свог оснивања, НДПА је освојила четири посланичка места у парламенту Авганистана. Године 1967, унутар партије се по идеолошкој линији формирало неколико фракција, од којих су највеће биле Халк (вођа Тараки) и Парчам (вођа Кармал). Припадници Халка углавном су били Паштуни из руралних делова земље, док су у Парчаму били припадници урбане популације који су подупирали социјално-економске реформе. Због раскола унутар партије, њени посланици су на изборима 1969. изгубили своја места у парламенту..
Партија је у почетку имала мало чланова, али је ојачала пошто је помогла Мохамеду Дауду Кану да 1973. свргне с власти свог рођака Мохамеда Захира и прогласи Републику. Совјети су форсирали да се две фракције помире, тако да је у марту 1977. постигнут споразум о формалном јединству партије. Пошто је Дауд Кан учврстио своју власт почео је да са кључних позиција уклања чланове НДПА, што је довело до затегнутих односа са Совјетским Савезом.
Године 1978, истакнути члан Парчама, Мир Акбар Хибер, погинуо је под сумњивим околностима, а опозиција је одговорном сматрала владу. Иако је влада одбацила ове оптужбе, чланови НДПА су се забринули да ће Дауд Кан ускоро покренути кампању њиховог истребљења. Априла 1978. године, чланови НДПА су уз помоћ кадрова у авганистанској војсци извршили пуч и срушили Дауда с власти (догађај познат као Саур револуција). Пре формирања цивилне владе, званични вођа на само три дана био је авијацијски официр Абудл Кадир Дагарвал. Након Саур револуције, проглашена је Демократска Република Авганистан. Нова влада је уређена тако да Халкисти и Парчамисти отприлике буду једнако распоређени у владајућим структурама. Тараки је добио функцију премијера, Кармал је био заменик премијера, а Хафизула Амин министар спољних послова.
Влада је одмах покренула социјалистичке реформе, укинула исламске законе, почела да проводи аграрну реформу и остало. Међутим ове реформе су биле прерадикалне за традиционално и конзервативно авганистанско друштво, које је због тога ускоро почело да пружа отпор влади. Дестабилизација државе натерала је Совјете да крајем 1979. покрену инвазију на Авганистан како се вал побуна не би проширио на совјетске републике у средњој Азији. Совјетска интервенција је потрајала до 1989. године.
Након усвајања политике националног помирења 1987. године, републици је враћено име Република Авганистан. Иако се совјетска војска повукла из Авганистана 1989, Москва је наставила да материјално помаже владу у Кабулу. Године 1990, партија је напустила марксизам-лењинизам као званичну идеологију. НДПА се после тога одржала на власти још четири године, до распада Совјетског Савеза. Ускоро је у грађанском рату марта 1992. године победила муџахединска коалиција. Партија је после тога распуштена.